# Санчес, Карлос Альфредо
Карлос Альфредо Санчес (исп. Carlos Alfredo Sánchez, 22 августа 1990, Эль-Прогресо, Йоро) — гондурасский футболист, защитник гондурасского клуба «Мотагуа» и сборной Гондураса.

## Клубная карьера
Карлос Альфредо Санчес начинал свою профессиональную карьеру футболиста в гондурасском клубе «Марафон». 14 марта 2011 года он забил свой первый гол в рамках Национальной лиги Гондураса, открыв счёт в гостевом поединке против «Платенсе». С 2012 по 2014 год Санчес представлял «Гондурас Прогресо» из своего родного города. Первую половину 2015 года он провёл за команду «Реал Эспанья», после чего вернулся в «Гондурас Прогресо». Летом 2018 года перешёл в «Мотагуа», хотя ранее сообщалось об интересе к нему со стороны испанского «Тенерифе».

## Карьера в сборной
12 февраля 2015 года Карлос Альфредо Санчес дебютировал в составе сборной Гондураса, выйдя на замену в середине второго тайма гостевого товарищеского матча против команды Венесуэлы. Он также принял участие в трёх матчах Золотого кубка КОНКАКАФ 2017.

## Достижения
«Гондурас Прогресо»
- Чемпион Гондураса (1): Ап. 2015